# Johannes Schief
Johannes Schief (* 3. Oktober 1997 in Reutlingen) ist ein deutscher Volleyballspieler.

## Karriere
Schief spielte bei der TSG Reutlingen zunächst Basketball und später Tischtennis. 2013 begann er seine Volleyball-Karriere beim TV Rottenburg.  2014 gewann er den Bundespokal. In der Saison 2015/16 kam der Außenangreifer erstmals in der Bundesliga-Mannschaft des Vereins zum Einsatz. Der TVR erreichte das Pokal-Viertelfinale, schied aber als Tabellenzehnter der Bundesliga in den Pre-Playoffs aus. Schief wurde anschließend in die Junioren-Nationalmannschaft berufen. In der Saison 2016/17 schied er mit Rottenburg im Achtelfinale des DVV-Pokals und in den Pre-Playoffs der Bundesliga aus.